# I funerali dell'anarchico Galli
I funerali dell'anarchico Galli è un dipinto di Carlo Carrà, completato nel 1911, durante la sua fase futurista. Oggi è custodito al Museum of Modern Art di New York.

## Descrizione e stile
Il soggetto dell'opera sono i funerali dell'anarchico italiano Angelo Galli, ucciso nel 1904 a Milano, durante uno sciopero generale. Carrà era presente al momento dei tumulti che accompagnarono il feretro e con l'opera decise di riproporre le emozioni sentite in quel momento:
(Carlo Carrà, La mia vita.)
Con questo dipinto lo spettatore è messo al centro dell'azione, e servendosi di linee oblique l'artista dona movimento alla scena rappresentata.